# Esperit Sionista
Esperit Sionista (hebreu: הרוח הציונית‎ Haruach HaTzionit) fou una coalició política israeliana de molt curta vida formada pel partit Yamina d'Ayelet Shaked i el partit Derech Eretz de Yoaz Hendel. La coalició fou creada el 27 de juliol de 2022 per tal de participar en les eleccions de 2022. Poc després d'un mes de la creació de la coalició, l'11 de setembre, anunciaren que es trencava la coalició. El motiu esgrimit per Shaked fou que Hendel refusava la possibilitat de formar un govern de dretes amb Binyamín Netanyahu mentre que Hendel preferia provocar unes sisenes eleccions abans que pactar un govern presidit per Netanyahu. Shaked digué que no estava preparada per a portar el país a unes noves eleccions i que, en cas que no fos possible formar un govern d'unitat nacional, miraria de formar un govern de dretes en el qual Esperit Sionista hi jugués un rol de responsabilitat.

## Composició
| Nom | Nom          | Ideologia                                          | Posició               | Dirigent      |
| --- | ------------ | -------------------------------------------------- | --------------------- | ------------- |
|     | Yamina       | Conservadorisme nacionalista, liberalisme econòmic | Dreta a extrema dreta | Ayelet Shaked |
|     | Derech Eretz | Nacinal liberalisme, Conservadorisme liberal       | Centredreta           | Yoaz Hendel   |

## Líders
| Líder | Líder | Líder         | Inici | Final |
| ----- | ----- | ------------- | ----- | ----- |
|       |       | Ayelet Shaked | 2022  | 2022  |